# Canal latéral à l'Aisne
Het Canal latéral à l'Aisne is een kanaal in Frankrijk, parallel aan de rivier de Aisne dat het Canal des Ardennes bij Vieux-lès-Asfeld verbindt met de gekanaliseerde Aisne te Celles-sur-Aisne. Het loopt bijgevolg door de departementen Ardennes en Aisne.
Het sluit ook aan op het Canal de l'Aisne à la Marne in Berry-au-Bac (km 18,290) en het Canal de l'Oise à l'Aisne bij Bourg-et-Comin (km 38,310).

## Kenmerken
Het kanaal werd gebouwd overeenkomstig het Freycinet-gabariet en bevat 8 sluizen voor een totaal verval van 17,69 m over een totale lengte van 52,5 km. Sluizen 7 en 8 te Celles-sur-Aisne sluiten aan elkaar aan: de bovensluisdeur van sluis 8 is tevens benedensluisdeur van sluis 7.

## Geschiedenis
Voltooid in 1841 diende het evenwel volledig heraangelegd na de Eerste Wereldoorlog.

## Economisch belang
Door het beperkte gabariet vermindert het vrachtverkeer geleidelijk. Toch is het vrachtvervoer nog steeds de voornaamste bestemming. Toeristenboten en woonboten komen relatief weinig voor.